# چراغ‌کوسه صورتی
چراغ‌کوسه صورتی (نام علمی: Etmopterus dianthus) نام یک گونه از راسته خاردارکوسه‌سانان است.